# レナータ・テバルディ
レナータ・テバルディ（Renata Ersilia Clotilde Tebaldi, 1922年2月1日 - 2004年12月19日）は、イタリアのオペラ歌手（ソプラノ）。1950年代から1960年代にかけてのミラノ・スカラ座の黄金期に活躍し、20世紀後半におけるイタリア・オペラの代表的な歌手と見なされている。

## 経歴
イタリアのペーザロに生まれ、パルマのアリゴ・ボーイト音楽院でカルメン・メリスに学ぶ。1944年ロヴィーゴ劇場でボーイトの『メフィストーフェレ』のエレーナを歌いデビューした。1946年5月11日、戦災で破壊されたスカラ座の再開記念コンサートにおいてオーディションに応募、このとき大指揮者アルトゥーロ・トスカニーニに認められ、24歳の若さでスカラ座デビューを果たし好評を博す。これによりエレーナ（同上）、ミミ（『ラ・ボエーム』）などで出演の機会を得て成功を収める。その後イタリアだけでなく欧米各地のオペラ劇場に招かれ、歌手としての地位を揺るぎ無いものにした。
ロンドンのコヴェント・ガーデン王立歌劇場に1950年、ニューヨークのメトロポリタン歌劇場には1954年、それぞれ初舞台を踏んだ。とくにメトではデズデーモナ（ヴェルディの『オテロ』）が大好評で、以後常連出演者となった。

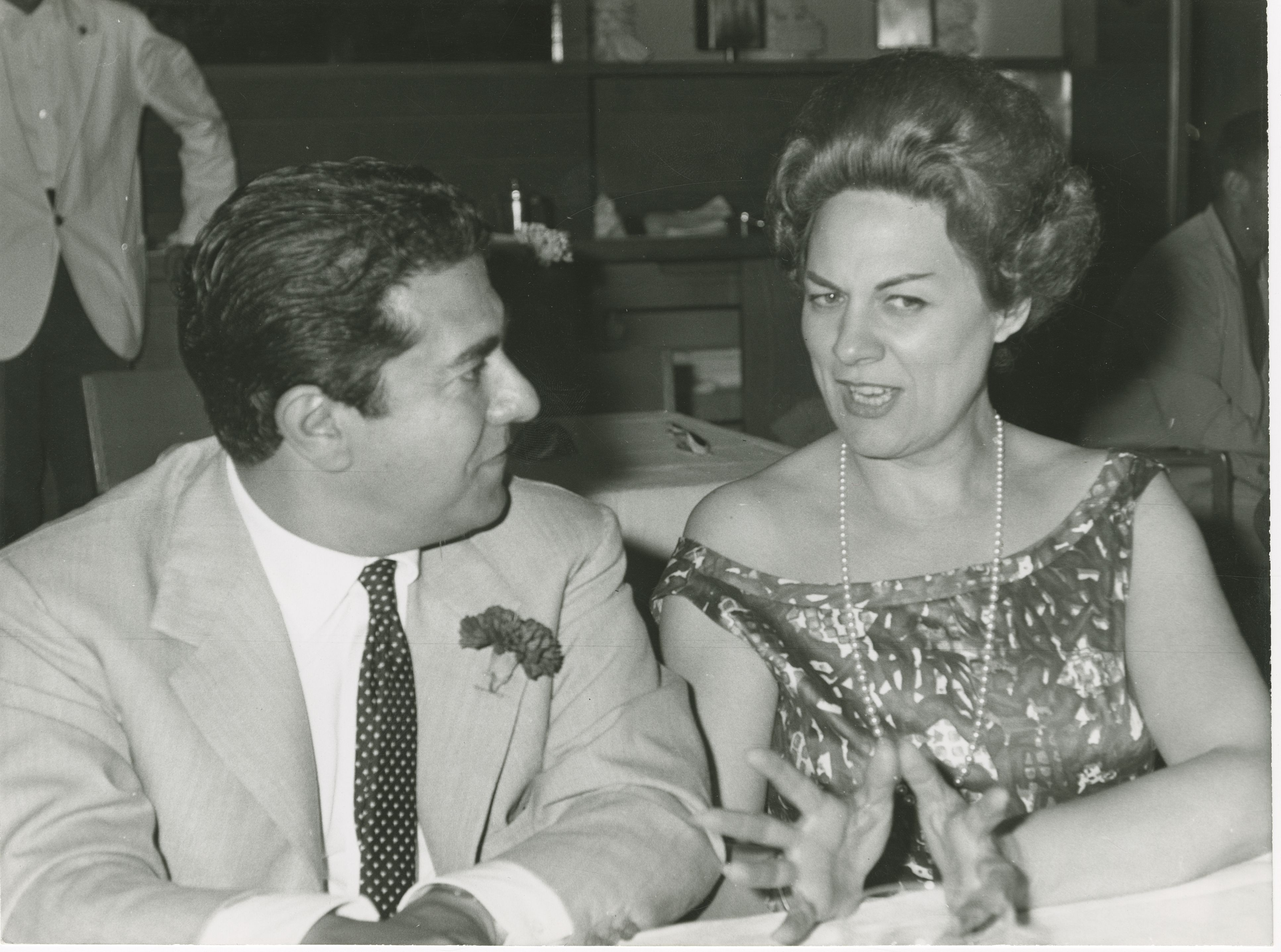
ジュゼッペ・ディ・ステファーノと（1963年）

1950年代から1960年代にかけてイタリア・オペラ界でマリア・カラスと人気を二分する人気を得た。またマリオ・デル・モナコ、ジュゼッペ・ディ・ステファーノ、フランコ・コレッリ、ジュリエッタ・シミオナート、エットーレ・バスティアニーニ、チェーザレ・シエピなどの名歌手と共演し、数々の名舞台とともに優れたレコード録音を行ったことも特筆すべきである。得意とした役柄はトスカ、マノン・レスコー、ミミ、アイーダ、デズデーモナ、レオノーラ（『運命の力』）、マッダレーナ（『アンドレア・シェニエ』）など。
カラスとはライバルとして敵対していたかのように言われることがあるが、それは熱狂的なファン同士の噂であり、本人同士は不仲であったわけではない。EMIの辣腕プロデューサーウォルター・レッグは二人を『ノルマ』で共演させることを望んだが、当時のレコード会社の専属契約や二人の多忙からこれを断念したと言う。
1976年5月23日スカラ座おけるリサイタルにて現役を引退。
2004年12月19日、サンマリノにある自宅で死去。82歳没。
ミラノには彼女の名を冠した公園がある。2014年にはブッセートにレナータ・テバルディ博物館が開館した。

## 日本での活動
1961年9月～11月に第3次NHKイタリア歌劇団で来日した。
日本初演となる『アンドレア・シェニエ』のマッダレーナ（共演は、マリオ・デル・モナコ、ジャン・ジャコモ・グェルフィ、指揮はフランコ・カプアーナ）と『トスカ』の題名役（共演は、ジャンニ・ポッジ、ジャン・ジャコモ・グェルフィ、指揮はアルトゥーロ・バジーレ）を歌い、全盛期の歌唱で強い印象を残した。「慈善演奏会」では、プッチーニの『ラ・ボエーム』から「わたしの名はミミ」を歌っている。
1973年11月にもフランコ・コレッリと共に来日しコンサートを開いている。

## 出演オペラ

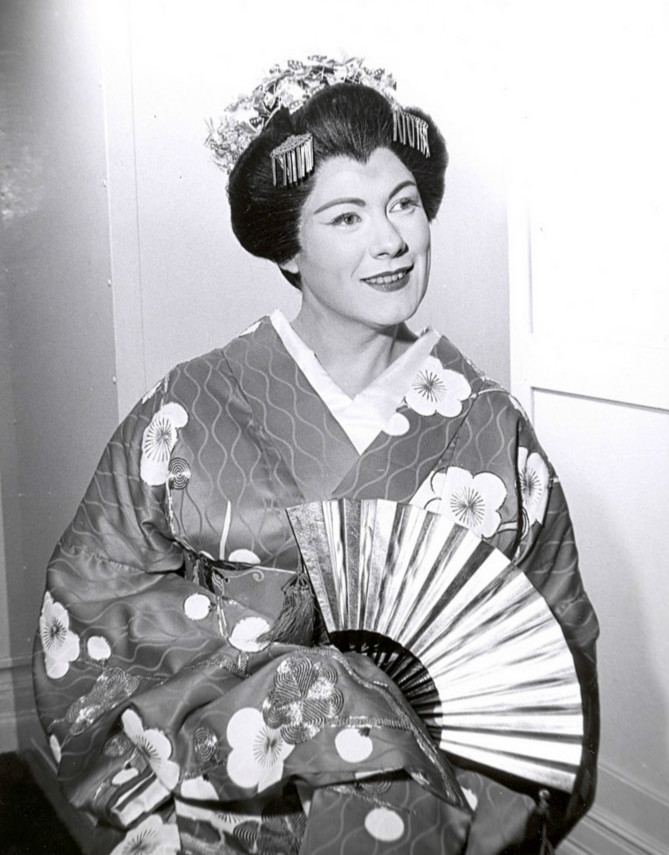
蝶々夫人に扮したテバルディ

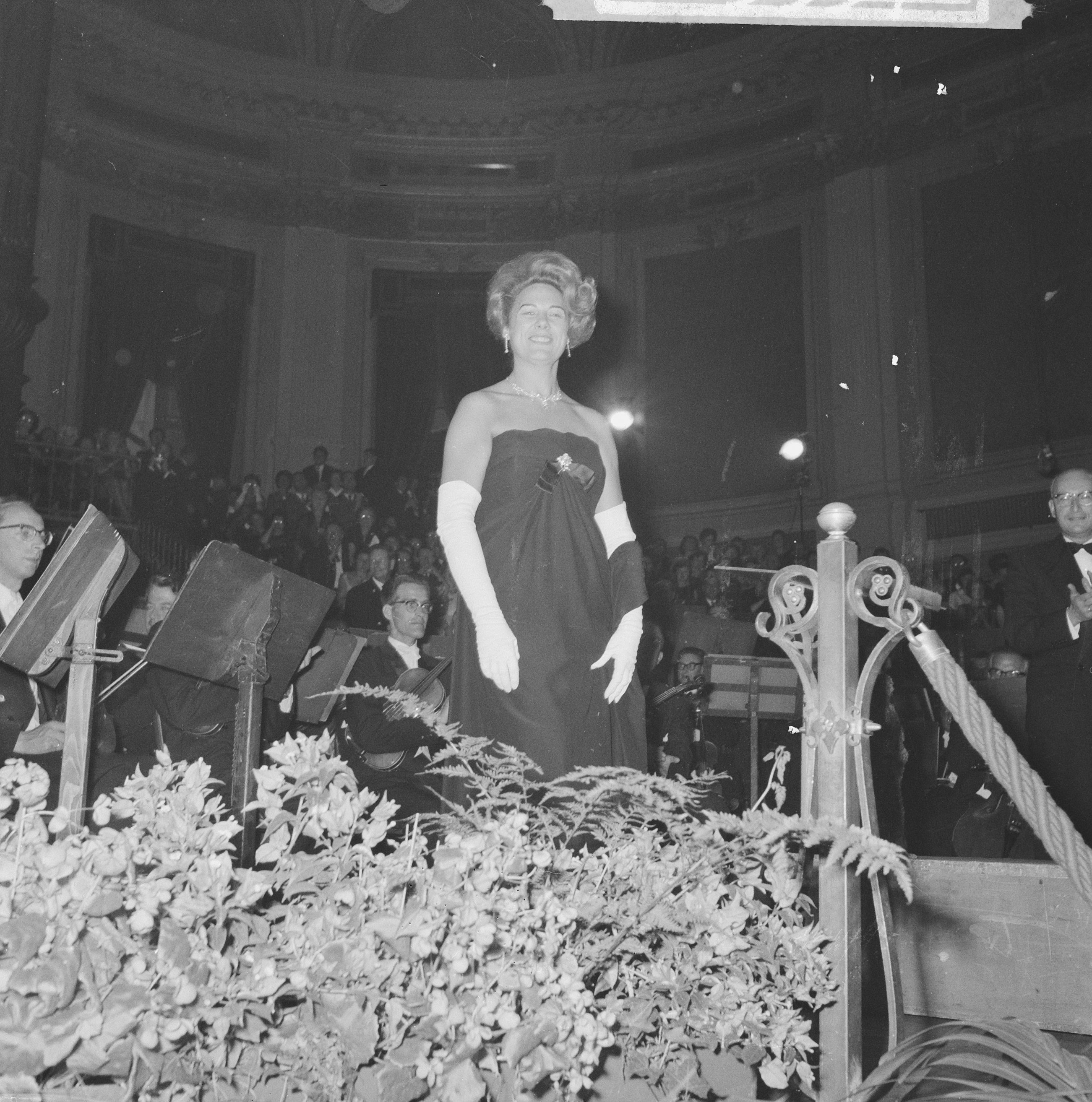
オランダのガラコンサート（1962年）

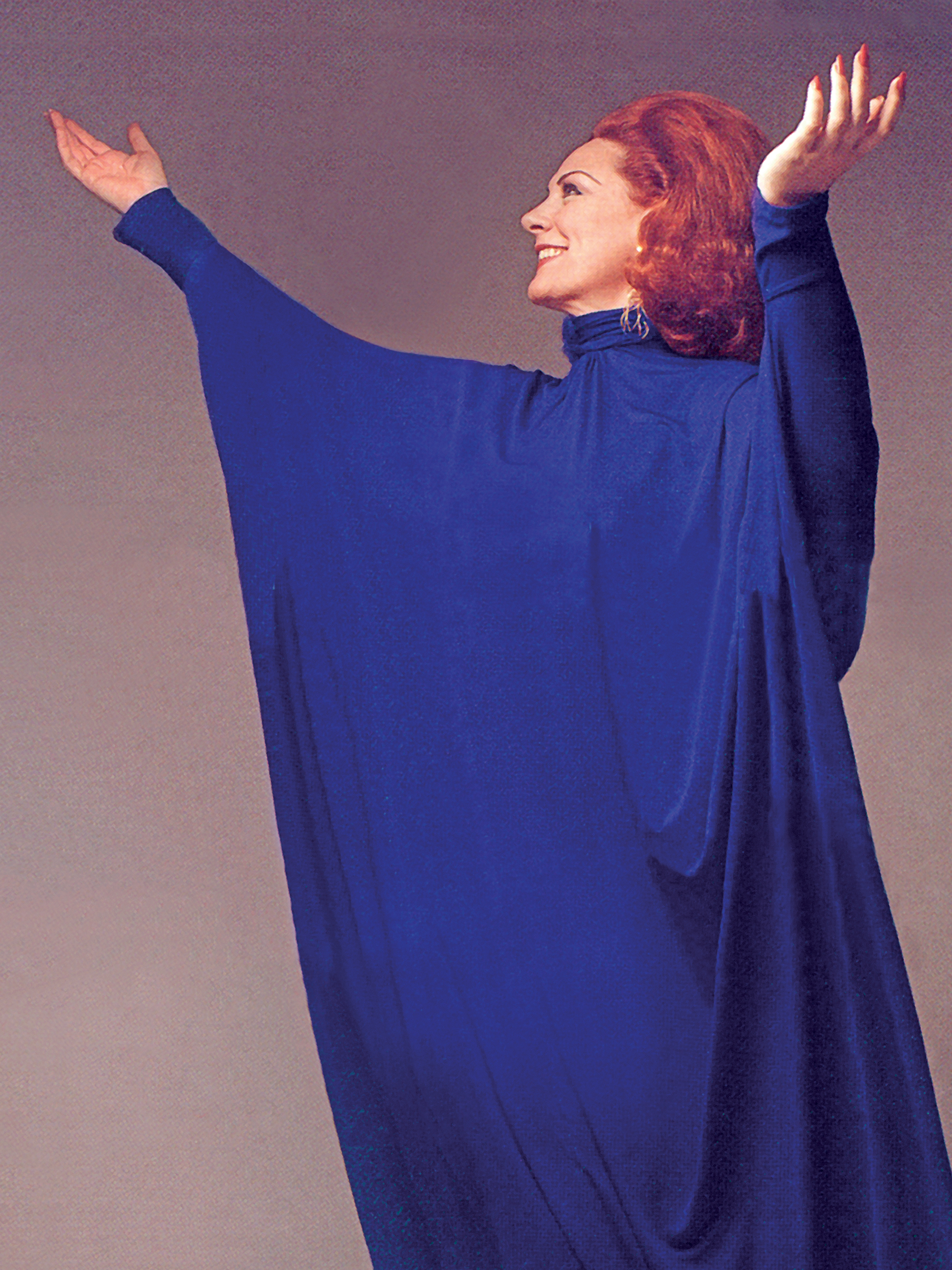
1974年

出典：
- 『メフィストーフェレ（イタリア語版、英語版）』エレーナ、マルゲリータ
- 『ラ・ボエーム』ミミ
- 『友人フリッツ』スゼル
- 『アンドレア・シェニエ』マッダレーナ
- 『オテロ』デズデーモナ
- 『ローエングリン』エルザ
- 『トスカ』トスカ
- 『ニュルンベルクのマイスタージンガー』エヴァ（エファ）
- 『ファウスト』マルゲリータ（マルグリート）
- 『椿姫』ヴィオレッタ
- 『タンホイザー』エリザベッタ（エリーザベト）
- 『サランボー』サランボー
- 『ドン・ジョヴァンニ』ドンナ・エルヴィーラ
- 『ファルスタッフ』アリーチェ
- 『コリントの包囲』パミーラ
- 『アイーダ』アイーダ
- 『オリンピア』オリンピア
- 『エジプトのジュリアス・シーザー』クレオパトラ
- 『フィガロの結婚』伯爵夫人
- 『ジョヴァンナ・ダルコ（イタリア語版）』ジョヴァンナ
- 『フェルナンド・コルテツ（イタリア語版）』アマジリー
- 『グリエルモ・テル』マティルデ
- 『アドリアーナ・ルクヴルール』アドリアーナ
- 『チェチーリア』チェチーリア
- 『運命の力』レオノーラ
- 『ラ・ヴァリー（イタリア語版）』ヴァリー
- 『エフゲニー・オネーギン』タチアーナ
- 『シモン・ボッカネグラ』アメーリア
- 『マノン・レスコー』マノン
- 『蝶々夫人』蝶々さん
- 『フェドーラ（イタリア語版）』フェドーラ
- 『ラ・ジョコンダ』ジョコンダ
- 『西部の娘』ミニー

## ディスコグラフィ

### オペラ全曲
- 『ラ・ボエーム』（1951年、デッカ・レコード）アルベルト・エレーデ指揮サンタ・チェチーリア国立アカデミー管弦楽団演奏：ジャチント・プランデッリ（イタリア語版）（ロドルフォ）、テバルディ（ミミ）、ジョヴァンニ・インギッレリ（イタリア語版）（マルチェッロ）、ヒルデ・ギューデン（ムゼッタ）、フェルナンド・コレーナ（ショナール）、ラファエル・アリエ（コッリーネ）
- 『蝶々夫人』（1951年、デッカ）アルベルト・エレーデ指揮サンタ・チェチーリア国立アカデミー管弦楽団演奏：テバルディ（蝶々さん）、ジュゼッペ・カンポーラ（イタリア語版）（ピンカートン）、ジョヴァンニ・インギッレリ（シャープレス）、ネル・ランキン（英語版）（スズキ）
- 『トスカ』（1952年、デッカ）アルベルト・エレーデ指揮サンタ・チェチーリア国立アカデミー管弦楽団演奏：テバルディ（トスカ）、ジュゼッペ・カンポーラ（カヴァラドッシ）、エンツォ・マスケリーニ（イタリア語版）（スカルピア）
- 『アイーダ』（1952年、デッカ）アルベルト・エレーデ指揮サンタ・チェチーリア国立アカデミー管弦楽団演奏：テバルディ（アイーダ）、マリオ・デル・モナコ（ラダメス）、エベ・スティニャーニ（アムネリス）、アルド・プロッティ（アモナスロ）、ダリオ・カゼッリ（ラムフィス）、フェルナンド・コレーナ（エジプト王）、シュザンヌ・ダンコ（巫女の長）、ピエロ・デ・パルマ（伝令）
- 『アンドレア・シェニエ』（1953年、チェトラ）アルトゥーロ・バジーレ指揮トリノ・イタリア放送交響楽団演奏：ホセ・ソレル（カタルーニャ語版）（アンドレア）、テバルディ（マッダレーナ）、ウーゴ・サヴァレーゼ（イタリア語版）（カルロ）
- 『マノン・レスコー』（1954年、デッカ）フランチェスコ・モリナーリ＝プラデッリ指揮サンタ・チェチーリア国立アカデミー管弦楽団演奏：テバルディ（マノン）、マリオ・デル・モナコ（デ・グリュー）、マリオ・ボリエッロ（レスコー）、フェルナンド・コレーナ（ジェロンテ）
- 『オテロ』（1954年、デッカ）アルベルト・エレーデ指揮サンタ・チェチーリア国立アカデミー管弦楽団演奏：マリオ・デル・モナコ（オテロ）、テバルディ（デズデーモナ）、アルド・プロッティ（イヤーゴ）、フェルナンド・コレーナ（ロドヴィーコ）
- 『椿姫』（1954年、デッカ）フランチェスコ・モリナーリ＝プラデッリ指揮サンタ・チェチーリア国立アカデミー管弦楽団演奏：テバルディ（ヴィオレッタ）、ジャンニ・ポッジ（アルフレード）、アルド・プロッティ（ジョルジョ）
- 『トゥーランドット』（1955年、デッカ）アルベルト・エレーデ指揮サンタ・チェチーリア国立アカデミー管弦楽団演奏：インゲ・ボルク（トゥーランドット）、マリオ・デル・モナコ（カラフ）、テバルディ（リュー）、ニコラ・ザッカリア（ティムール）、フェルナンド・コレーナ（ピン）
- 『運命の力』（1955年、デッカ）フランチェスコ・モリナーリ＝プラデッリ指揮サンタ・チェチーリア国立アカデミー管弦楽団演奏：テバルディ（レオノーラ）、マリオ・デル・モナコ（ドン・アルヴァーロ）、エットーレ・バスティアニーニ（ドン・カルロ）、ジュリエッタ・シミオナート（プレツィオジッラ）、チェーザレ・シエピ（修道院長）
- 『イル・トロヴァトーレ』（1956年、デッカ）アルベルト・エレーデ指揮ジュネーヴ大劇場管弦楽団演奏：マリオ・デル・モナコ（マンリーコ）、テバルディ（レオノーラ）、ジュリエッタ・シミオナート（アズチェーナ）、ウーゴ・サヴァレーゼ（ルーナ伯爵）
- 『アンドレア・シェニエ』（1957年、デッカ）ジャナンドレア・ガヴァッツェーニ指揮サンタ・チェチーリア国立アカデミー管弦楽団演奏：マリオ・デル・モナコ（アンドレア）、テバルディ（マッダレーナ）、エットーレ・バスティアニーニ（カルロ）、フィオレンツァ・コッソット（ベルシ）
- 『カヴァレリア・ルスティカーナ』（1957年、RCAビクター）アルベルト・エレーデ指揮フィレンツェ五月音楽祭管弦楽団演奏：ユッシ・ビョルリング（トゥリッドゥ）、テバルディ（サントゥッツァ）、エットーレ・バスティアニーニ（アルフィオ）
- 『蝶々夫人』（1958年、デッカ）トゥリオ・セラフィン指揮サンタ・チェチーリア国立アカデミー管弦楽団演奏：テバルディ（蝶々さん）、カルロ・ベルゴンツィ（ピンカートン）、エンツォ・ソルデッロ（英語版）（シャープレス）、フィオレンツァ・コッソット（スズキ）
- 『西部の娘』（1958年、デッカ）フランコ・カプアーナ指揮サンタ・チェチーリア国立アカデミー管弦楽団演奏：テバルディ（ミニー）、マリオ・デル・モナコ（ディック）、コーネル・マクニール（英語版）（ジャック）
- 『メフィストーフェレ』（1958年、デッカ）トゥリオ・セラフィン指揮サンタ・チェチーリア国立アカデミー管弦楽団演奏：チェーザレ・シエピ（メフィストーフェレ）、マリオ・デル・モナコ（ファウスト）、テバルディ（マルゲリータ）
- 『トゥーランドット』（1959年、RCAビクター）エーリヒ・ラインスドルフ指揮ローマ歌劇場管弦楽団演奏：ビルギット・ニルソン（トゥーランドット）、ユッシ・ビョルリング（カラフ）、テバルディ（リュー）、ジョルジョ・トッツィ（英語版）（ティムール）、マリオ・セレーニ（ピン）、ピエロ・デ・パルマ（パン）
- 『トスカ』（1959年、デッカ）フランチェスコ・モリナーリ＝プラデッリ指揮サンタ・チェチーリア国立アカデミー管弦楽団演奏：テバルディ（トスカ）、マリオ・デル・モナコ（カヴァラドッシ）、ジョージ・ロンドン（スカルピア）
- 『ラ・ボエーム』（1959年、デッカ）トゥリオ・セラフィン指揮サンタ・チェチーリア国立アカデミー管弦楽団演奏：テバルディ（ミミ）、カルロ・ベルゴンツィ（ロドルフォ）、エットーレ・バスティアニーニ（マルチェッロ）、ジャンナ・ダンジェロ（英語版）（ムゼッタ）、チェーザレ・シエピ（コッリーネ）
- 『アイーダ』（1959年、デッカ）ヘルベルト・フォン・カラヤン指揮ウィーン・フィルハーモニー管弦楽団演奏：テバルディ（アイーダ）、カルロ・ベルゴンツィ（ラダメス）、ジュリエッタ・シミオナート（アムネリス）、コーネル・マクニール（アモナスロ）、フェルナンド・コレーナ（エジプト王）、ピエロ・デ・パルマ（伝令）
- 『オテロ』（1961年、デッカ）ヘルベルト・フォン・カラヤン指揮ウィーン・フィルハーモニー管弦楽団演奏：マリオ・デル・モナコ（オテロ）、テバルディ（デズデーモナ）、アルド・プロッティ（イヤーゴ）、フェルナンド・コレーナ（ロドヴィーコ）
- 『アドリアーナ・ルクヴルール』（1961年、デッカ）フランコ・カプアーナ指揮サンタ・チェチーリア国立アカデミー管弦楽団演奏：テバルディ（アドリアーナ）、マリオ・デル・モナコ（マウリツィオ）、ジュリエッタ・シミオナート（ブイヨン公妃）、ジュリオ・フィオラヴァンティ（イタリア語版）（ミショネ）
- 『外套』（1962年、デッカ）ランベルト・ガルデルリ指揮フィレンツェ五月音楽祭管弦楽団演奏：ロバート・メリル（ミケーレ）、マリオ・デル・モナコ（ルイージ）、テバルディ（ジョルジェッタ）
- 『修道女アンジェリカ』（1962年、デッカ）ランベルト・ガルデルリ指揮フィレンツェ五月音楽祭管弦楽団演奏：テバルディ（アンジェリカ）、ジュリエッタ・シミオナート（公爵夫人）
- 『ジャンニ・スキッキ』（1962年、デッカ）ランベルト・ガルデルリ指揮フィレンツェ五月音楽祭管弦楽団演奏：フェルナンド・コレーナ（ジャンニ）、テバルディ（ラウレッタ）、アゴスティーノ・ラッツァーリ（イタリア語版）（リヌッチョ）
- 『ドン・カルロ』（1965年、デッカ）ゲオルク・ショルティ指揮ロイヤル・オペラ・ハウス管弦楽団演奏：カルロ・ベルゴンツィ（ドン・カルロ）、テバルディ（エリザベッタ）、ニコライ・ギャウロフ（フィリッポ2世）、ディートリヒ・フィッシャー＝ディースカウ（ロドリーゴ）、グレース・バンブリー（エボリ公女）
- 『ラ・ジョコンダ』（1967年、デッカ）ランベルト・ガルデルリ指揮サンタ・チェチーリア国立アカデミー管弦楽団演奏：テバルディ（ジョコンダ）、カルロ・ベルゴンツィ（エンツォ）、ロバート・メリル（バルナバ）、マリリン・ホーン（ラウラ）
- 『ラ・ヴァリー』（1968年、デッカ）ファウスト・クレヴァ指揮モンテカルロ国立歌劇場管弦楽団演奏：テバルディ（ヴァリー）、マリオ・デル・モナコ（ハーゲンバッハ）、ピエロ・カプッチルリ（ゲルナー）
- 『仮面舞踏会』（1970年、デッカ）ブルーノ・バルトレッティ指揮サンタ・チェチーリア国立アカデミー管弦楽団演奏：ルチアーノ・パヴァロッティ（リッカルド）、テバルディ（アメリア）、シェリル・ミルンズ（レナート）、レジーナ・レズニック（ウルリカ）、ヘレン・ドーナト（オスカル）

## 注
1. ↑  Renata Tebaldi cronologia